# Andréi Volkonski
Andréi Mijáilovich Volkonski (en ruso: Андрей Михайлович Волконский, (Ginebra, 14 de febrero de 1933 - Aix-en-Provence, 16 de septiembre de 2008) fue un compositor y clavecinista ruso.

## Biografía
Nacida en una familia noble, Andréi Volkonski recibió clases particulares de música. Su talento como compositor fue evidente desde pequeño. A los cinco años, ya improvisaba en el piano y sus primeros trabajos atrajeron la atención de Serguéi Rajmáninov. Dinu Lipatti, profesor de piano del joven Andréi, alabó su habilidad. En 1947, la familia se trasladó a la Unión Soviética, donde Andréi estudió en la Escuela de Música Académica del Conservatorio de Moscú con Yevgeni Messner y se graduó en 1949. Entre 1950 y 1954 estudió en el Conservatorio de Moscú, en la clase de composición de Yuri Shaporin, pero a causa de notas insatisfactorias para el curso del marxismo-leninismo, fue expulsado.
Su estilo de composición se formó bajo la influencia de Igor Stravinski y Serguéi Prokófiev, pero hacia finales de los 50 se interesó por la vanguardia. Su ciclo de piano Musica stricta (1956) es la primera obra serial de la música rusa. Este ciclo está cerca de la Suite op. 25 para piano de Arnold Schönberg. La pieza tiene cuatro movimientos, tres de los cuales son de forma polifónica (de aquí el subtítulo de fantasia ricercata). Otra obra de este período, la Suite dels miralls para soprano y conjunto, se basa en la serie octatónica y se hizo eco de obras como Le Marteau sans maître de Pierre Boulez. Estas composiciones marcan el inicio de la vanguardia musical soviética de la postguerra. El lenguaje musical de Volkonski no sigue la política oficial del realismo socialista y su ejecución fue prácticamente prohibida. El Concerto itinerant, escrito en 1967, solo se interpretó en 1990. Sus músicas para películas: La estación muerta, Tres más dos fueron también bien recibidas.
Al mismo tiempo, Volkonski tuvo una exitosa carrera como clavicembalista de concierto. Colaboró con la Orquesta de Cámara de Moscú bajo la dirección de Rudolf Barshái y en 1964 fundó el conjunto de música antigua Madrigal, que obtuvo una gran popularidad y entre los miembros del que se observa la presencia de Alexei Lubimov, Borís Berman y Mark Pekarski. Cn este conjunto, Volkonski hizo grabaciones de música vocal e instrumental desde el período renacentista hasta el siglo XVIII. Como clavicembalista, grabó obras de Girolamo Frescobaldi, Johann Sebastian Bach y otros compositores.
En 1973, Volkonski emigra y se instala en la Provenza donde vive hasta el final de su vida. En esa época compuso pocas obras de música de cámara, pero continuó sus actividades como intérprete, fundó el conjunto Hoc opus en 1981 e hizo conciertos por toda Europa. 

## Obres principales
- Sonata para piano en si bemol mayor (1949)
- Rus, cantata (letra de Nikolai Gogol ; 1952)
- El rostro de la paz (letra de Paul Éluard ; 1952)
- Concerto para orquesta (1953)
- Capriccio para orquesta (1954)
- Quinteto con piano (1954)
- Cuarteto de cuerdas (1955)
- Sonata para viola y piano (1955)
- Trío para dos trompetas y trombón (1956)
- Musica stricta (fantasia ricercata) para piano (1956)
- Fantasía para piano (1957)
- Musica para doce instrumentos (1957)
- Serenata a un insecto para orquesta de cámara (1956)
- Suite de los espejos para soprano, flauta, violín, guitarra, Armonio y percusión (letra de Federico García Lorca ; 1959)
- Las quejas de Sxazá para soprano, cuerno inglés, violín, viola, marimba, vibráfono y clavicémbalo (letra de Sxazà de Kurklí) ; 1962
- Concerto itinerante para voz, flauta, violín y 26 instrumentos (letra de Omar Khayyam ; 1964―1967)
- Réplica, un happening para conjunto de cámara (1969)
- Las mallas del tiempo para trece instrumentos (1969―1970)
- El clavicémbalo y el tar, un maqam para Tar y clavicémbalo (1974)
- Lied para cuatro voces (1974)
- Inmóbil para piano y orquesta (1977―1978)
- 7 cantos sagrados para tres voces masculinas (solista o coral) (arreglo de cantos litúrgicos ortodoxos rusos)) (1984)
- Was noch lebt para mezzo-soprano y trio de cuerda (letra de Johannes Bobrowski ; 1985)
- Psalm 148 para tres voces, órgano y timbales (1989))
- Cruce ("Carrefour") para conjunto (1992)

### Obra teórico-musical
- (en ruso) Основы темперации // Fonaments del temprat. Moscou: Kompozitor, 1996 - 91 pág. ISBN 5-85285-184-1; 2ª edición, revisada y ampliada. Moscú: Kompozitor, 2003 — 64 pág. ISBN 5-85285-608-8.